# Баркин, Хасинто
Хаси́нто Барки́н Риве́ро (исп. Jacinto Barquín Rivero; 3 сентября 1915, Гавана — неизвестно) — кубинский футболист, защитник, участник чемпионата мира 1938 года.

## Карьера

### Клубная
Хасинто Баркин играл за кубинский клуб «Пуэнтес-Грандес» (по данным National Football Teams — за клуб «Хувентуд Астуриана»).

### В сборной
В составе сборной Кубы принял участие в чемпионате мира 1938 года, сыграл в трёх матчах. Кроме того, участвовал в Играх Центральной Америки и Карибского бассейна 1935 и отборочных играх к чемпионату мира 1950.
| Матчи и голы Хасинто Баркина за сборную Кубы на ЧМ-1938 | Матчи и голы Хасинто Баркина за сборную Кубы на ЧМ-1938 | Матчи и голы Хасинто Баркина за сборную Кубы на ЧМ-1938 | Матчи и голы Хасинто Баркина за сборную Кубы на ЧМ-1938 | Матчи и голы Хасинто Баркина за сборную Кубы на ЧМ-1938 | Матчи и голы Хасинто Баркина за сборную Кубы на ЧМ-1938 |
| ------------------------------------------------------- | ------------------------------------------------------- | ------------------------------------------------------- | ------------------------------------------------------- | ------------------------------------------------------- | ------------------------------------------------------- |
| №                                                       | Дата                                                    | Место проведения                                        | Соперник                                                | Счёт                                                    | Голы                                                    |
| 1                                                       | 5 июня 1938                                             | Тулуза, Франция                                         | Румыния                                                 | 3:3                                                     | -                                                       |
| 2                                                       | 9 июня 1938                                             | Тулуза, Франция                                         | Румыния                                                 | 2:1                                                     | -                                                       |
| 3                                                       | 12 июня 1938                                            | Антиб, Франция                                          | Швеция                                                  | 0:8                                                     | -                                                       |

Итого: 3 матча / 0 голов; 1 победа, 1 ничья, 1 поражение.